# Teresinka
Teresinka – struga, lewy dopływ Utraty o długości 9,59 km.
Struga płynie w województwie mazowieckim na Równinie Łowicko-Błońskiej. Jej źródła znajdują się na zachód od miejscowości Teresin-Gaj. Przepływa przez Teresin-Gaj, Niepokalanów, Seroki-Wieś, Seroki-Parcela, Bieniewo-Parcela, a uchodzi do Utraty w Pawłowicach. 
Wody Teresinki są zanieczyszczane przez zakłady przemysłowe i nawozy sztuczne w gminie Teresin. W wodę zasilana jest również przez strugi płynące z południa, z lasów leżących w okolicach Teresin.